# Cardicola tropicus
Cardicola tropicus är en plattmaskart. Cardicola tropicus ingår i släktet Cardicola och familjen Sanguinicolidae. Inga underarter finns listade i Catalogue of Life.